# RadioActive
RadioActive – singel Natalii Lesz, którego premiera odbyła się 19 maja 2010 roku.
29 maja 2010 roku Lesz wystąpiła z piosenką na TOPtrendy 2010. Otrzymała nagrodę Dziennikarzy. Do piosenki powstał videoklip, który swoją premierę miał pod koniec lipca. Teledysk znalazł się na płycie DVD zawartej w drugim albumie studyjnym Lesz, That Girl. Sam utwór wydany został jedynie na iTunes.